# Чейни, Питер
Рэджинальд Эвилин Питер Соутхауз-Чейни (англ. Reginald Evelyn Peter Southouse-Cheyney; 22 февраля 1896 года, Лондон — 26 июня 1951 года Лондон) — английский писатель, работавший в жанре остросюжетного детектива. «Литературными наследниками» Чейни традиционного считаются Ян Флеминг и Джеймс Хедли Чейз.

## Биография
Рэджинальд Эвилин Питер Соутхауз-Чейни родился 22 февраля 1896 года в Лондоне. Его родители были выходцы из Ирландии. Его отец был владельцем небольшого рыбного магазина, а мать шила на заказ одежду, а позже открыла своё ателье.
В 1914 году 18-летним ушёл в армию. Он участвовал в Первой мировой войне. На военном поприще он дослужился до звания лейтенанта.
Первый роман Питера Чейни — «Этот человек опасен» — был опубликован в 1936 году.
Умер 26 июня 1951 года в Лондоне.